# Хармон (Илиноис)
Хармон (енгл. Harmon) град је у америчкој савезној држави Илиноис.

## Демографија
По попису из 2010. године број становника је 120, што је 29 (-19,5%) становника мање него 2000. године.
| Група             | 2000.       | 2010.       |
| Белци             | 143 (96,0%) | 113 (94,2%) |
| Афроамериканци    | 0 (0,0%)    | 0 (0,0%)    |
| Азијати           | 0 (0,0%)    | 0 (0,0%)    |
| Хиспаноамериканци | 6 (4,0%)    | 6 (5,0%)    |
| Укупно            | 149         | 120         |